# Ivan Saraiva de Souza
Ivan Saraiva de Souza of Ivan (18 januari 1982, Campinas) is een Braziliaans voetballer. Hij tekende in 2008 een contract tot 2012 bij Gaziantepspor, dat € 1.000.000,- voor hem betaalde aan Clube Atlético Paranaense.
Ivan begon met voetballen in de jeugd van Clube Atlético Paranaense. Hiermee werd hij in 2001 kampioen.

## Erelijst
- Clube Atlético Paranaense
  - Campeonato Brasileiro:2001
  - Campeonato Paranaense:2001, 2002

- FC Sjachtar Donetsk
  - Oekraïense supercup:2005
  - Vysjtsja Liha:2005

- Fluminense FC
  - Copa do Brasil:2007